# Затримання акорду
Затримання акорду (англ. suspended chord або sus chord) — музичний акорд, у якому малу або велику терцію заміняє чиста кварта або велика секунда. Відсутність терції в акорді створює відкритий звук, а дисонанс між квартою і квінтою або секундою і тонікою створює напруження. У популярній музиці такі акорди позначають «sus4» та «sus2».
Наприклад, для акорду C (C–E–G) затримання буде мати вигляд C–F–G (для Csus4) та C–D–G (для Csus2).
Відтворення аудіо не підтримується у вашому браузері. Ви можете завантажити аудіо-файл.
Затримання акорду можуть позначати як {0, 5, 7} (для Csus4) та {0, 2, 7} (для Csus2) .